# 杷木インターチェンジ

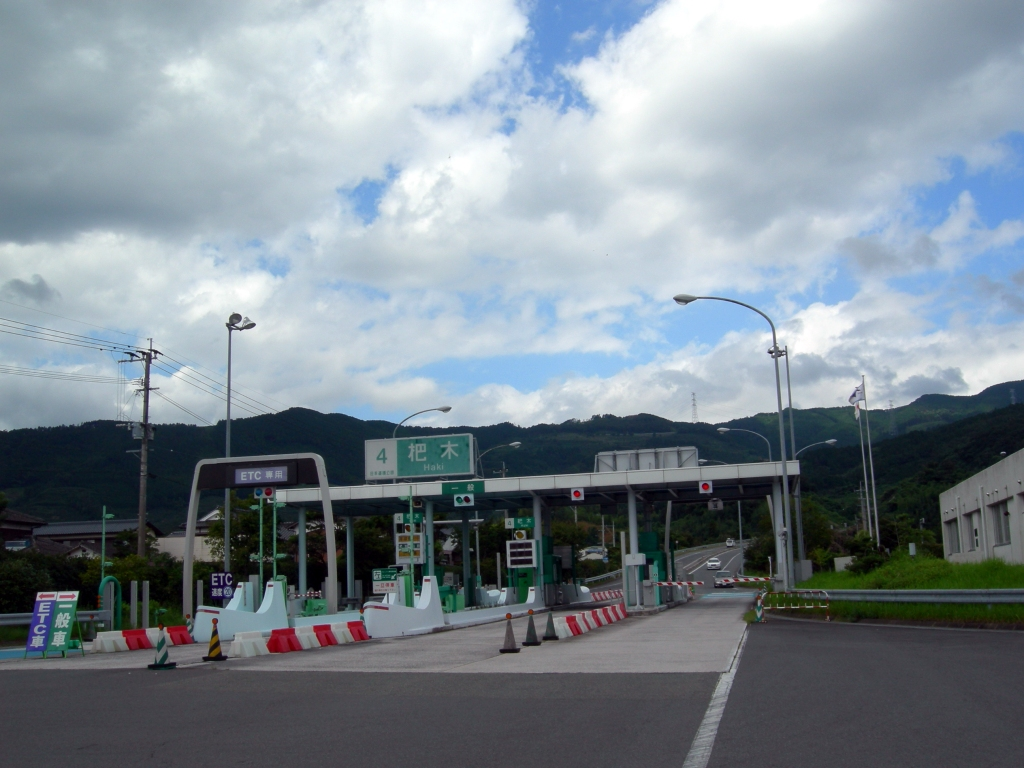
安全通路設置前（2006年）

杷木インターチェンジ（はきインターチェンジ）は、福岡県朝倉市にある大分自動車道のインターチェンジである。

## 歴史
- 1990年3月10日 : 朝倉IC - 日田IC間開通にともない供用開始。
- 2025年3月17日 : 料金所がETC専用になる[1]。

## 接続する道路

### 直接接続
- 国道386号

### 間接接続
- 福岡県道52号八女香春線

## 料金所
ブース数：4

### 入口
- ブース数：2
  - ETC専用：1
  - ETC/サポート：1

### 出口
- ブース数：2
  - ETC専用：1
  - サポート：1

## 周辺
- 朝倉市杷木地域行政センター
- 西鉄杷木発着所 - 当ICにはバスストップがないため、高速バスは一度高速道路を下りたあと杷木発着所に停車する。また、高速バスと原鶴温泉・小石原へ行く路線バスの乗り継ぎポイントとなっている。
- 筑後川温泉
- 原鶴温泉
- 英彦山（福岡県道52号八女香春線・国道211号・国道500号経由）

## 隣
E34 大分自動車道
(3)朝倉IC - 山田SA - (4)杷木IC - 萩尾PA - (5)日田IC